# Akdepe
Akdepe – miasto w północnym Turkmenistanie, w wilajecie daszoguskim, w etrapie Akdepe. W 2022 roku liczyło ok. 28 tys. mieszkańców. Ośrodek przemysłu włókienniczego (oczyszczanie bawełny) i materiałów budowlanych (cegielnia).
Dawniej miejscowość nosiła nazwę Lenin (Leninsk).